# Park Narodowy Glacier Bay

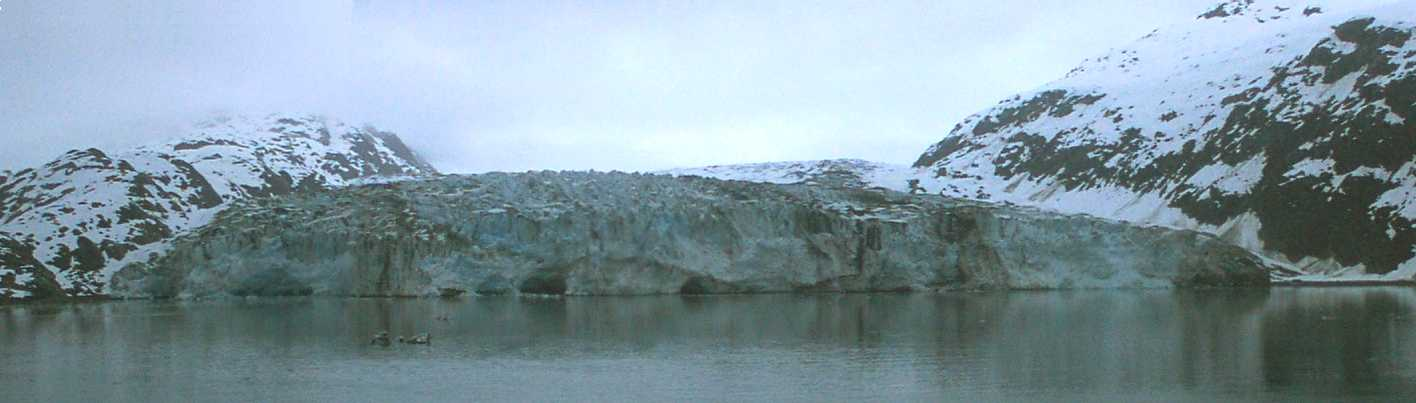
Lodowiec Lamplugh w Parku Narodowym Glacier Bay

Park Narodowy Glacier Bay (ang. Glacier Bay National Park and Preserve) – park narodowy położony w południowo-wschodniej części stanu Alaska w Stanach Zjednoczonych, w Górach Świętego Eliasza, słynący z formacji lodowców. Park został utworzony w 1980, na powierzchni 13 287 km². Inicjatorem powstania parku w tym miejscu był słynny przyrodnik John Muir, który przybył na Alaskę w rejon Zatoki Lodowców w 1879 r., o czym pisze w dzienniku Travels in Alaska wydanym w 1915 r. (rok po śmierci autora).
W 1979 Park Narodowy Glacier Bay został wpisany na listę światowego dziedzictwa UNESCO. W 1986 na obszarze parku oraz pobliskiej Wyspy Admiralicji utworzono rezerwat biosfery.